# Алџернон Блеквуд
Алџернон Хенри Блеквуд (енгл. Algernon Henry Blackwood; рођен 14. марта 1869. у Шутерс Хилу, у Кенту, у Уједињеном Краљевству, преминуо 10. децембра 1951. године) је енглески писац прозе хорор жанра, познат понајвише по причама у којим је ужасно оно што је Узвишено (елементали, отеловљења сила природе), премда је познат и по својим причама о духовима.

## Биографија
Алџернон Хенри Блеквуд рођен је 14. марта 1869. године у Енглеској. Од оца, који је радио као високи службеник, стекао је строго јеванђељско васпитање, али и љубав према приповедању усмених, анегдотских прича о духовима. Мајка му је била војвоткиња од Манчестера. Рано је испољио немиран, радознао дух, бунтован према калвинистичкој догми наметнутој већ у детињству. Невољан да прихвати тескобно учење о томе да је рођен проклет, још као дечак је показао интересовање према алтернативама хришћанским назорима, читајући индијске свете списе и теозофска дела, проучавајући јогу и спиритизам, а са седамнаест година постао је будиста. Склоност метафизици и мистици обележила је његов осамдесет две године дуг живот, испуњен лутањем и трагањем. Потрага за одговорима на крајња питања одвела га је и до чланства у окултном реду Златна зора. Пратио је активности Друштва за психичка истраживања, у којем су истакнути британски научници покушавали да испитају појединце са наводним моћима телепатије, телекинезе, левитације и општења са душама мртвих. Добровољно је учествовао и у испитивању појединих, наводно, уклетих кућа. Такође, једно време је у Фонтенблоу био ученик Г. И. Гурђијева, руског мистика. Нову популарност стекао је од 1934, кад је кренуо са причама о духовима на Би-би-си радију, а у истоветној улози на телевизији се редовно појављивао већ од 1936. године. Нажалост, ТВ програм је у тим раним данима ишао искључиво уживо, па зато не постоје снимци његових наступа. Сачуван је, заправо, само један, и то његовог последњег појављивања на телевизији, након што је имао један шлог. Проглашен је за витеза Реда Британске империје 1949. године. Преминуо је, као доживотни нежења, 10. децембра 1951. године, након неколико шлогова. Пошто је кремиран, Блеквудов нећак је пепео расуо у швајцарским Алпима, где је и замољен да то учини.

## Дело
Своје најбоље приче, новеле и романе, Блеквуд је надахнуо личним, директним искуством са сликовитих места широм планете на која је путовао. Школа Моравског братства у Кенигсфилду, усред Шварцвалда, у Немачкој, где је као ученик провео две године, инспирисала је причу Тајно обожавање. Боравак у дивљинама Канаде надахнуо је више прича, укључујући и Вендиго. Спуштао се низ Дунав, попут јунака новеле Врбе и путовао у Египат, чија је древност надахнула више прича, као што су Силазак у Египат, Песак и Талас. Био је и у Француској, где је сместио радњу приче Древне враџбине, у Алпима и на Јурским планинама, где се, примера ради, збивају Регенерација Лорда Ернија, Светлуцање снега и Интуиција. Путовао је и на Кавказ, а то путовање надахнуло га је на напише роман Кентаур.
Најплоднији и уметнички највреднији период Блеквудове списатељске каријере је онај пред Први светски рат, кад је написао и објавио већину својих најзначајнијих дела. Нарочиту популарност стекао је серијалом прича о детективу натприродног, Џону Сајленсу, сакупљен у збирци Џон Сајленс - лекар изванредног из 1908. године. Изузев збирки Језици ватре из 1924. и Шокови из 1935, хорором се, након рата, није бавио.